# Waldinsel Burg

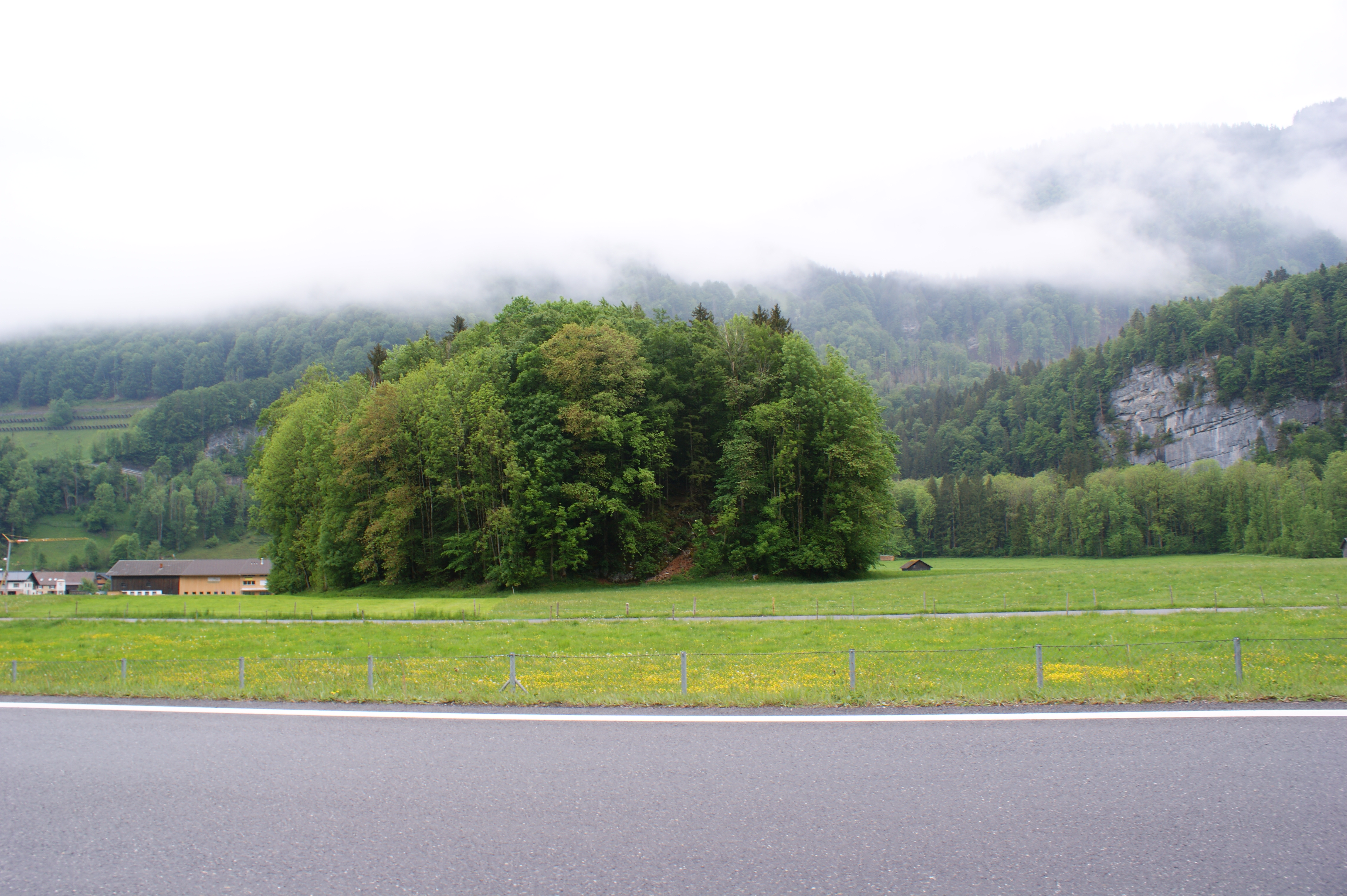
Waldinsel Burg

Das Naturdenkmal Waldinsel Burg (umgangssprachlich auch nur Burg) befindet sich in der Parzelle Burg in der Gemeinde Schnepfau im Bregenzerwald, Vorarlberg, Österreich. Es handelt sich dabei um einen bewaldeten Kalkfelskopf aus helvetischem Quintnerkalk, wie er sich auch zum Beispiel bei der naheliegenden Kanisfluh findet. Aufgrund der Härte des Gesteins konnte der Bregenzerwaldgletscher während der letzten Eiszeit diesen Kalkfelsen nicht vollständig erodieren.
Das Land Vorarlberg weist die Waldinsel Burg nur als Biotop, nicht aber als Naturdenkmal aus.

## Lage
Die Parzelle Burg und das Naturdenkmal befinden sich nahe der L200 Bregenzerwaldstraße auf etwa 764 m ü. A. und das Naturdenkmal ist von dort gut zu sehen. Das Ortszentrum von Schnepfau ist etwa 600 Meter Luftlinie nordwestlich entfernt, die Bregenzer Ache etwa 200 Meter südwestlich. Der fast vollständig mit Laubmischwald bewachsenen Kalksfelskopf hat etwa eine Höhe von 20 Meter. Der Kalkfelskopf wurde 1989 unter Schutz gestellt.